# Хокурику (регион)
Регион Хокурику (яп. 北陸地方 хокурику тихо:, букв. "Регион северных земель") расположен в северо-западной части Хонсю, крупнейшего из островов Японии. Он тянется вдоль Японского моря, входя в состав региона Тюбу. Регион Хокурику также соответствует древней области Коси и старой провинции Хокурикудо.
Регион Хокурику включает в себя 4 префектуры: Исикава, Фукуи, Ниигата и Тояма, хотя Ниигату иногда включают в один из следующих регионов:
- Синэцу (яп. 信越): префектуры Ниигата и Нагано
- Косинэцу (яп. 甲信越): префектуры Ниигата, Нагано и Яманаси
- Хокусинэцу (яп. 北信越), объединяющий регионы Хокурику и Синэцу

## Главные города
Крупнейшими городскими центрами Хокурику являются:
- Ниигата (город, определённый указом правительства)
- Канадзава, Тояма (центральные города)
- Фукуи, Дзёэцу, Нагаока (особые города)

Из них Ниигата — крупнейший с населением более 800 000 человек.

## Экономика
Основными отраслями экономики в регионе Хокурику служат химическая промышленность, медицина, туризм, текстильное производство, тяжёлое машиностроение, сельское хозяйство и рыболовство. Косихикари — известный сорт риса, производимый в этом регионе.

## Климат
На регион Хокурику выпадает одно из самых больших в мире количество снега в среднем в год на территории, обитаемой человеком. Это происходит из-за того, что сухие сибирские воздушные массы, которые приобретают высокую влажность над Японским морем, выпадают обильными осадками в виде снега, сталкиваясь с горами Хонсю.
Длинные зимы и глубокий снег в этом регионе описаны в Хокуэцу Сеппу, энциклопедическом труде позднего периода Эдо, посвящённому жизни в уезде Минамиуонумa префектуры Ниигата.
Описание особенностей региона Хокурику можно найти и в романе Ясунари Кавабата Снежная страна.